# Sergio Rinland
Sergio Rinland (17 de marzo de 1952) es un ingeniero argentino conocido por sus obras en Fórmula 1. Actualmente es Director Propietario y Gerente de la empresa Ingeniería de Automoción y Consultoría de gestión Astauto Ltd.

## Carrera
Nacido en Buenos Aires, Argentina en 1952, estudió ingeniería mecánica en la Universidad Nacional del Sur, graduándose en 1978. Su tesis fue sobre un modelo matemático del sistema de suspensión, de un vehículo, y la simulación por ordenador y diseño de un monoplaza F2 antes de su aplicación; sus mentores fueron el Prof. José Santamarina y el Prof. Walter Daub. Después de dos años de trabajo en F2 de Argentina, se trasladó a Inglaterra en 1980, donde pronto encontró un trabajo como diseñador para PRS, un constructor de Fórmula Ford, una pequeña propiedad de Vic Holman, donde diseñó el Fórmula Ford 1600 y Fórmula Ford 2000 vehículos para las temporadas 1982 y 1983, con un éxito en el Reino Unido, Europa y EE. UU. 

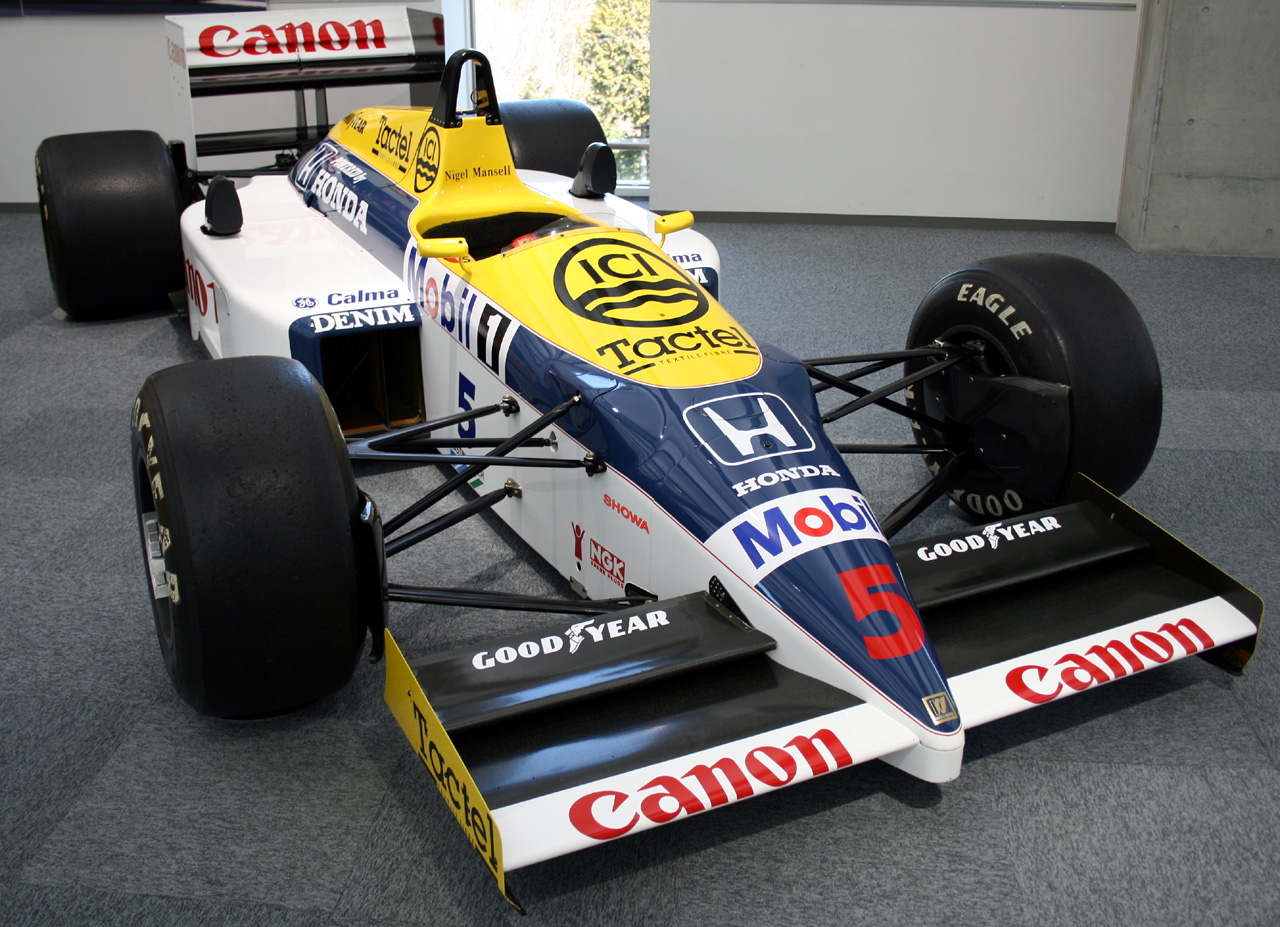
Williams FW11 que usó Nigel Mansell y Nelson Piquet en.

Después de un corto período de tiempo de trabajo para Ron Tauranac en Ralt, Rinland fue contratado por RAM equipo de F1 en 1983 para trabajar en el equipo de diseño, primera con Dave Kelly y en 1985 con Gustav Brunner donde produjeron el RAM 03. Para 1986, pasó a Williams y fue parte del equipo de diseño del muy exitoso FW11, dirigida por Patrick Head.
En 1987, Rinland se unió a Brabham donde diseñó el Brabham BT56 con David North y John Baldwin. A fines de 1987, Brabham se retiró temporalmente de F1, lo que permitió a Rinland trasladarse a Dallara para diseñar su primer monoplaza de F1 corriendo para BMS Scuderia Italia en 1988. Brabham volvió en 1989, llamándolo como diseñador jefe, cargo que mantuvo hasta el final de 1991. Allí, Rinland diseñó el Brabham BT58, el Brabham BT59 y el Brabham BT60-Yamaha.
Rinland luego estableció su propia empresa de diseño, Astauto Ltd en Tolworth, Inglaterra. A continuación, Astauto fue contratado para diseñar y construir los coches de F1 para Fondmetal. El coche sólo hizo algunas carreras en 1992, antes de que el equipo cerrara debido a dificultades financieras. El Fondmetal GR02 fue aclamado como un diseño muy innovador por las publicaciones de renombre.
Rinland luego fue contratado por Dan Gurney de All American Racers de EE. UU. donde trabajó en el estudio de viabilidad de Toyota Champ Car para la CART.
En 1995, retornó a Europa, Rinland trabajó brevemente para el nuevo grupo Forti Corse y poco después fue contratado para trabajar en el Deutsche Tourenwagen Masters con el Opel por Keke Rosberg para el resto de 1995. 
De 1996 a 1999, Rinland trabajó para Benetton Formula. A finales de 1999, Rinland fue cabeza del equipo de F1 Sauber para convertirse luego en su jefe de diseño. Como jefe de diseño fue responsable del C20, el más exitoso monoplaza de F1 de Sauber a ese punto. Este ofreció una serie de innovaciones, siendo la más notable la suspensión delantera "quilla gemela".
En septiembre de 2001, Rinland fue tentado a unirse a Arrows como jefe de diseño, pero un año más tarde el equipo tuvo dificultades financieras y cerró.
Después de Arrows, Rinland decidió desarrollar su empresa de consultoría Astauto Ltd., haciendo trabajos para Pankl GmbH, el proveedor F1 austríaco, VLR Equipo de Turismos, Red Bull Cheever Racing en IRL, Coloni y Trident Racing en GP2 y Team Modena en las 24 Horas de Le Mans y Le Mans Series para 2006 y 2007. En 2006, ganó también un MBA por la Universidad Kingston de Londres.
Entre diciembre de 2007 A enero de 2011, Rinland fue director de Ingeniería de Epsilon Euskadi en España, así como desarrollador de sus empresas de consultoría en Europa y los EE. UU. En su expertise con Epsilon Euskadi, Rinland fue el responsable de la campaña de Le Mans 2008, así como otros proyectos de carreras y de fuera de competición de la compañía.
Desde febrero de 2011, Rinland está involucrado en la gestión de su empresa de consultoría Astauto Ltd. en Europa, EE. UU. y Sudamérica.
En los últimos tiempos, Rinland ha estado muy involucrado en la simulación con energías alternativas para deportes de motor, investigando y desarrollando un vehículo de carreras eléctrico de F1, y como un spin-off de un desarrollo de monoplaza FIA de Fórmula E.
En el área de simulación Rinland ha estado aconsejando a la Universidad de Hertfordshire en su controlador recientemente adquirido simulador de bucle, así como la realización de simulaciones del vehículo revolucionario Delta Ala Le Mans.